# Iberia (Schiff)
Die Iberia war ein 1954 in Dienst gestelltes Passagierschiff der britischen Reederei Peninsular and Oriental Steam Navigation Company, das für den Liniendienst nach Australien gebaut wurde. Sie blieb bis April 1972 im Einsatz und wurde anschließend in Taiwan abgewrackt.

## Geschichte
Die Iberia entstand unter der Baunummer 1476 bei Harland & Wolff in Belfast und lief am 21. Januar 1954 vom Stapel. Nach seiner Ablieferung an die Peninsular and Oriental Steam Navigation Company am 10. September 1954 nahm das Schiff am 28. September den Liniendienst von Tilbury nach Sydney auf.
Die Iberia verfügte in der Ersten Klasse über eine äußerst luxuriöse Ausstattung. Die teuersten Kabinen an Bord waren die für damalige Standards hochwertig ausgestatteten Vice-Regal-Suiten mit separaten Wohn- und Schlafzimmern, Badezimmer einer eigenen Cocktail-Bar und Kühlschrank. Der Preis einer dieser Kabinen während der Jungfernfahrt wurde mit 1.180 Pfund Sterling angegeben. Ein zeitgenössischer Artikel zur Jungfernfahrt im The Sydney Morning Herald hob den Luxus an Bord hervor, kritisierte gleichzeitig aber auch die häufige Verwendung von Kunststoff in der Inneneinrichtung.
Ab Juni 1955 bot die Iberia in den Sommermonaten neben dem Liniendienst nach Australien auch Kreuzfahrten ins Mittelmeer an. Am 27. März 1956 kollidierte das Schiff während einer weiteren Reise nach Australien vor Colombo mit dem von Esso betriebenen Tanker Stanvec Pretoria. An Bord der Iberia entstanden hohe Schäden, Teile der Aufbauten verbogen sich. An der Stanvec Pretoria entstanden lediglich leichte Beschädigungen am Bug. Die Reparaturarbeiten an der Iberia in der Werft der Cockatoo Shipyards in Sydney dauerten siebzehn Tage an.

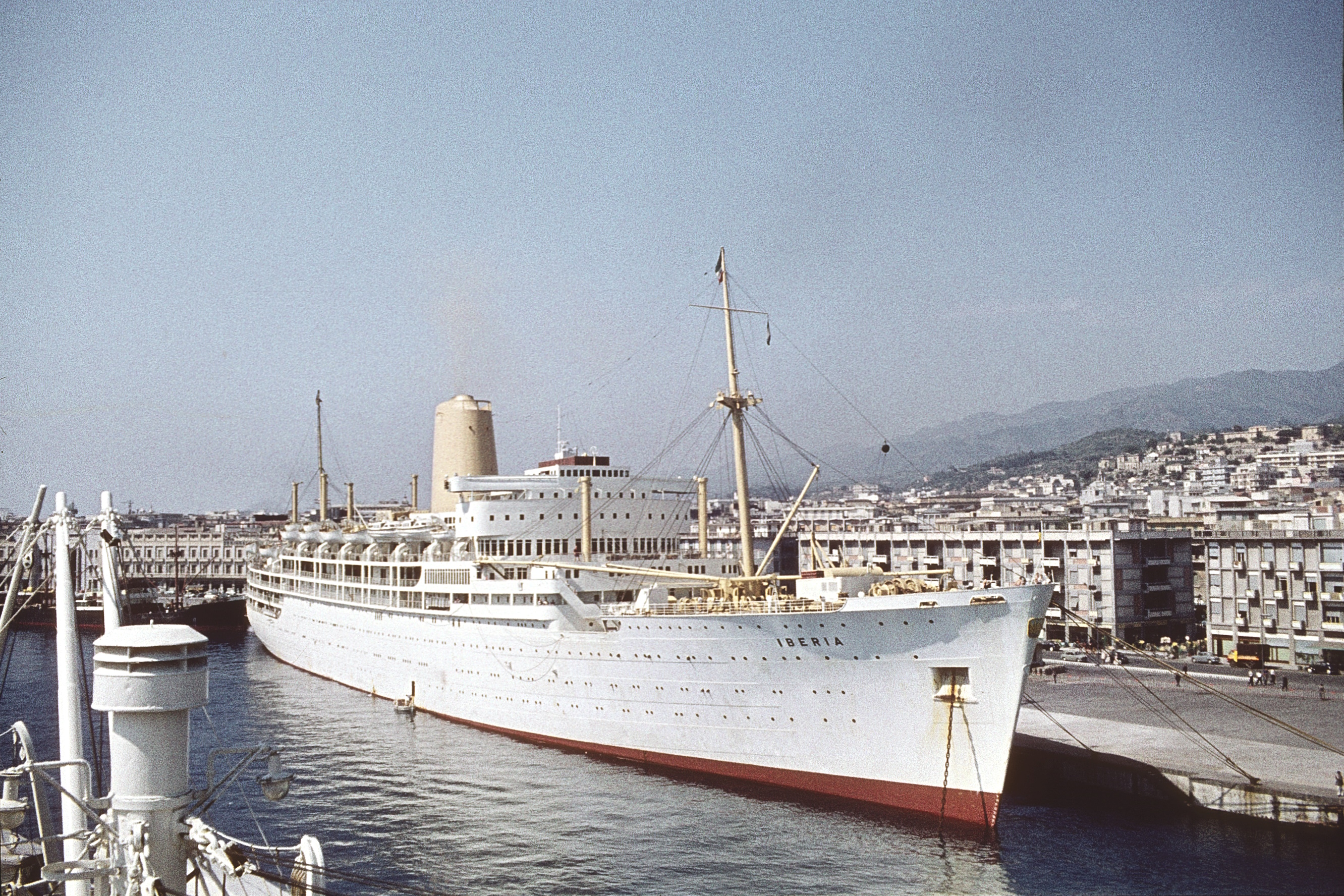
Die Iberia in Messina (1960)

In den folgenden Jahren war die Iberia in weitere Vorfälle verwickelt. Unter anderem lief sie am 15. Februar 1959 im Sueskanal auf Grund. Im Oktober 1961 musste sie nach einem kompletten Ausfall der Maschinenanlage für fünf Tage zur Reparatur in Auckland bleiben. Am 12. August 1962 lief das Schiff vor Sues auf eine Sandbank, wodurch einer der Propeller beschädigt wurde. Es folgten weitere Maschinenschäden und Ausfälle, zudem geriet während einer Überfahrt im Dezember 1969 der Schornstein der Iberia in Brand.
Die sich über die gesamte Dienstzeit des Schiffes anhäufenden technischen Defekte und Ausfälle führten zu seiner verfrühten Ausmusterung als erste in der Nachkriegszeit gebaute Einheit von P&O. Im Februar 1972 wurde die Außerdienststellung der erst achtzehn Jahre alten Iberia angekündigt. Ihre letzte Überfahrt beendete sie am 19. April 1972 in Southampton, anschließend wurde das Schiff aufgelegt. Am 28. Juni 1972 verließ die Iberia Southampton mit Kurs auf Kaohsiung in Taiwan, wo sie am 5. September 1972 bei der Abwrackwerft von Mitsui & Company eintraf. Der Abbruch des Schiffes begann im Oktober.
Das Schwesterschiff der Iberia war die 1954 in Dienst gestellte Arcadia, welche noch bis 1979 im Einsatz blieb und anschließend ebenfalls in Kaohsiung abgewrackt wurde.